# Ögeltjärnen, Norrbotten
Ögeltjärnen är en sjö i Piteå kommun i Norrbotten och ingår i Alterälven-Piteälvens kustområde.